# Diskografija sastava Destiny's Child
Diskografija američkog R&B sastava Destiny's Childa.

## Albumi
| Godina | Informacija                                           | Pozicija na top listi | Pozicija na top listi | Pozicija na top listi | Pozicija na top listi | Pozicija na top listi | Pozicija na top listi | Pozicija na top listi | Pozicija na top listi | Pozicija na top listi | Certifikat prodaje                                                                                           | Prodaja u svijetu                    |
| Godina | Informacija                                           | SAD                   | UK                    | KAN                   | AUS                   | NZ                    | NJE                   | IFPI                  | IFPI                  | FRA                   | Certifikat prodaje                                                                                           | Prodaja u svijetu                    |
| ------ | ----------------------------------------------------- | --------------------- | --------------------- | --------------------- | --------------------- | --------------------- | --------------------- | --------------------- | --------------------- | --------------------- | --- | ------------------------------------ |
| 1998.  | Destiny's Child - Format: CD                          | 67                    | 64                    | 33                    | -                     | -                     | -                     | -                     | -                     | -                     | RIAA: Platinasti (11. srpnja 2000.)                                                                          | SAD: 1 milijun Svijet: 3 milijuna    |
| 1999.  | The Writing's on the Wall - Format: CD                | 5                     | 10                    | 5                     | 2                     | 26                    | 21                    | 36                    | 18                    | 64                    | RIAA: 8x Platinasti (6. studenog 2001.) BPI: 3x Platinasti (19. siječnja 2001.) IFPI: 2x Platinasti (Europa) | SAD: 8 milijuna Svijet: 15 milijuna  |
| 2001.  | Survivor - Format: CD                                 | 1                     | 1                     | 1                     | 4                     | 5                     | 1                     | 1                     | 1                     | 4                     | RIAA: 4x Platinasti(7. siječnja 2002.) BPI: 3x Platinasti (14. prosinca 2001.) IFPI: 2x Platinasti (Europa)  | SAD: 4 milijuna Svijet: 10 milijuna  |
| 2001.  | 8 Days of Christmas - Format: CD                      | 34                    | -                     | 34                    | 65                    | -                     | 80                    | -                     | 60                    | 134                   | RIAA: Zlatni (3. prosinca 2001.)                                                                             | SAD: 0.5 milijuna Svijet: 1 milijuna |
| 2002.  | This Is the Remix - Format: CD                        | 29                    | 25                    | -                     | 43                    | 8                     | 43                    | 43                    | 47                    | 54                    | RIAA: Bez certifikata                                                                                        | US: 0.1 milijun Svijet: 0,2 milijuna |
| 2004.  | Destiny Fulfilled - Format: CD, digitalno preuzimanje | 2                     | 5                     | 3                     | 11                    | 21                    | 3                     | 3                     | 8                     | 9                     | RIAA: 3x Platinasti (14. listopada 2005.) BPI: Platinasti (19. studenog 2004.) IFPI: Platinasti (Europa)     | SAD: 3 milijuna Svijet: 9 milijuna   |
| 2005.  | #1's - Format: CD, digitalno preuzimanje              | 1                     | 6                     | 12                    | 10                    | 3                     | 27                    | 8                     | 32                    | 189                   | RIAA: Platinasti (30. studenog 2005.)                                                                        | SAD: 1 milijuna Svijet: 3 milijuna   |

## Singlovi
| Godina                | Naziv                              | Pozicija na Top listi | Pozicija na Top listi | Pozicija na Top listi | Pozicija na Top listi | Pozicija na Top listi | Pozicija na Top listi | Pozicija na Top listi | Pozicija na Top listi | Pozicija na Top listi | Pozicija na Top listi | Pozicija na Top listi | Album                     |
| Godina                | Naziv                              | SAD                   | UK                    | KAN                   | IRS                   | AUS                   | NZ                    | NJE                   | IFPI                  | FRA                   | PHI                   | UWC                   | Album                     |
| --------------------- | ---------------------------------- | --------------------- | --------------------- | --------------------- | --------------------- | --------------------- | --------------------- | --------------------- | --------------------- | --------------------- | --------------------- | --------------------- | ------------------------- |
| 1997.                 | "No, No, No" obradio Wyclef Jean   | 3                     | 5                     | 7                     | -                     | 72                    | -                     | 17                    | 13                    | 88                    | -                     | -                     | Destiny's Child           |
| 1998.                 | "With Me" obradio Jermaine Dupri   | -                     | 19                    | -                     | -                     | -                     | -                     | -                     | -                     | -                     | -                     | -                     | Destiny's Child           |
| 1998.                 | "Get on the Bus" obradio Timbaland | -                     | 15                    | -                     | -                     | -                     | -                     | 60                    | -                     | -                     | -                     | -                     | The Writing's on the Wall |
| 1999.                 | "Bills, Bills, Bills"              | 1                     | 6                     | 9                     | -                     | 26                    | 12                    | 19                    | 28                    | 20                    | -                     | 13                    | The Writing's on the Wall |
| 1999.                 | "Bug a Boo"                        | 33                    | 9                     | 25                    | -                     | 26                    | -                     | 20                    | 60                    | 57                    | -                     | -                     | The Writing's on the Wall |
| 2000.                 | "Say My Name"                      | 1                     | 3                     | 9                     | 15                    | 1                     | 4                     | 14                    | 20                    | 10                    | 1                     | 7                     | The Writing's on the Wall |
| 2000.                 | "Jumpin' Jumpin'"                  | 3                     | 5                     | 6                     | 18                    | 2                     | 6                     | 31                    | 44                    | 28                    | -                     | 12                    | The Writing's on the Wall |
| 2000.                 | "Independent Women Part I"         | 1                     | 1                     | 3                     | 2                     | 3                     | 1                     | 10                    | 2                     | 19                    | 1                     | 1                     | Survivor                  |
| 2001.                 | "Survivor"                         | 2                     | 1                     | 2                     | 1                     | 7                     | 3                     | 8                     | 5                     | 12                    | 1                     | 1                     | Survivor                  |
| 2001.                 | "Bootylicious"                     | 1                     | 2                     | 4                     | 5                     | 4                     | 4                     | 16                    | 11                    | 5                     | 1                     | 1                     | Survivor                  |
| 2001.                 | "Emotion"                          | 10                    | 3                     | 20                    | -                     | 17                    | 2                     | 21                    | 21                    | 61                    | -                     | 8                     | Survivor                  |
| 2002.                 | "Nasty Girl"                       | -                     | -                     | -                     | -                     | 10                    | 46                    | 36                    | 22                    | -                     | -                     | -                     | This Is The Remix         |
| 2002.                 | "8 Days Of Christmas"              | -                     | -                     | -                     | -                     | -                     | -                     | -                     | -                     | -                     | -                     | -                     | 8 Days Of Christmas       |
| 2004.                 | "Lose My Breath"                   | 3                     | 2                     | 16                    | 1                     | 1                     | 1                     | 3                     | 1                     | 8                     | 2                     | 1                     | Destiny Fulfilled         |
| 2004.                 | "Soldier" obradio T.I. & Lil Wayne | 3                     | 4                     | 25                    | 6                     | 3                     | 4                     | 11                    | 10                    | 28                    | 5                     | 5                     | Destiny Fulfilled         |
| 2005.                 | "Girl"                             | 20                    | 6                     | -                     | 8                     | 5                     | 6                     | 38                    | 26                    | -                     | 10                    | 13                    | Destiny Fulfilled         |
| 2005.                 | "Cater 2 U"                        | 14                    | -                     | -                     | -                     | 15                    | 7                     | -                     | -                     | -                     | 18                    | 37                    | Destiny Fulfilled         |
| 2005.                 | "Stand Up for Love"                | -                     | -                     | -                     | -                     | -                     | -                     | -                     | -                     | -                     | 2                     | -                     | #1's                      |
| Hitovi na broju jedan | Hitovi na broju jedan              | 4                     | 2                     | -                     | 2                     | 2                     | 2                     | -                     | 1                     | -                     | 4                     | 4                     |                           |
| Top 10 hitova         | Top 10 hitova                      | 10                    | 12                    | 7                     | 6                     | 9                     | 10                    | 3                     | 3                     | 3                     | 8                     | 7                     |                           |
| Top 50 hitova         | Top 50 hitova                      | 13                    | 14                    | 11                    | 8                     | 13                    | 12                    | 13                    | 12                    | 8                     | 9                     | 11                    |                           |

## Gosti vokali

### Nastupni albumi
| Godina | Skladba                                                     | Album                |
| ------ | ----------------------------------------------------------- | -------------------- |
| 1997.  | "Can't Stop" zajedno s Lil' O                               | Blood Money          |
| 1998.  | "Just Be Straight with Me" zajedno sa Silkkom Tha Shockerom | Charge It to da Game |
| 1998.  | "She’s Gone" zajedno s Matthewom Marsdenom                  | Say Who              |
| 1999.  | "Woman in Me" zajedno s Jessicom Simpson                    | Sweet Kisses         |
| 2000.  | "Do It Again" zajedno s Cam'ronom & Jimmyjom Jimom          | S.D.E.               |
| 2000.  | "Good to Me" zajedno s Mary Mary                            | Thankful             |
| 2004.  | "I Know" zajedno s Michelle Williams                        | Do You Know          |

## Filmska glazba
| Godina | Skladba              | Album                                     |
| ------ | -------------------- | ----------------------------------------- |
| 1997.  | ”Killing Time”       | Men in Black glazba iz filma              |
| 1999.  | ”Get on the Bus”     | Why Do Fools Fall in Love glazba iz filma |
| 1999.  | ”No More Rainy Days” | The PJ's glazba iz filma                  |
| 1999.  | ”Stimulate Me”       | LIFE glazba iz filma                      |
| 2000.  | ”Perfect Man”        | Romeo Must Die glazba iz filma            |
| 2000.  | ”Big Momma's Theme”  | Big Momma's House glazba iz filma         |
| 2000.  | ”Independent Women”  | Charlie's Angels glazba iz filma          |
| 2000.  | ”Dot”                | Charlie's Angels glazba iz filma          |
| 2003.  | ”I Know”             | The Fighting Temptations glazba iz filma  |

## DVD
| Godina | DVD                             | Pozicija na Top listi |
| ------ | ------------------------------- | --------------------- |
| 2001.  | The Platinum's on the Wall      | Zlatni (50,000)       |
| 2003.  | Destiny's Child World Tour      |                       |
| 2006   | Destiny's Child Live in Atlanta | Platinasti (100,000)  |

## Glazbeni video
| Godina | Singl                               | Direktor                           | Izvorni DVD                                                                                       |
| ------ | ----------------------------------- | ---------------------------------- | ------------------------------------------------------------------------------------------------- |
| 1997.  | "No, No, No" [Part II]              | Darren Grant                       | The Platinum's on the Wall DVD, #1's [Dupli Disk]                                                 |
| 1998.  | "No, No, No" [Part I]               | Darren Grant                       | The Platinum's on the Wall DVD                                                                    |
| 1998.  | "With Me" [Part I]                  | Darren Grant                       | —                                                                                                 |
| 1998.  | "Get on the Bus"                    | Earle Sebastian                    | —                                                                                                 |
| 1999.  | "Bills, Bills, Bills"               | Darren Grant                       | The Platinum's on the Wall DVD                                                                    |
| 1999.  | "Bug a Boo"                         | Darren Grant                       | The Platinum's on the Wall DVD                                                                    |
| 1999.  | "Bug a Boo" [Refugee Camp Remix]    | Darren Grant                       | —                                                                                                 |
| 2000.  | "Say My Name"                       | Joseph Kahn                        | The Platinum's on the Wall DVD #1's Dupli Disk                                                    |
| 2000.  | "Jumpin' Jumpin'"                   | Joseph Kahn                        | —                                                                                                 |
| 2000.  | "Jumpin' Jumpin'" [So So Def Remix] | Joseph Kahn                        | The Platinum's on the Wall DVD                                                                    |
| 2000.  | "Independent Women Part I"          | Francis Lawrence                   | The Platinum's on the Wall DVD non U.S., #1's [Dupli Disk], Charlie's Angels DVD                  |
| 2001.  | "Survivor"                          | Darren Grant                       | "Survivor" DVD single, Destiny's Child Video Fan Pack, #1's [Dupli Disk]                          |
| 2001.  | "Survivor" feat. Da Brat            | Darren Grant                       | —                                                                                                 |
| 2001.  | "Bootylicious"                      | Matthew Rolston                    | #1's [Dupli Disk]                                                                                 |
| 2001.  | "Bootylicious" [Rockwilder Remix]   | Little X                           | -                                                                                                 |
| 2001.  | "Emotion"                           | Francis Lawrence                   | Destiny's Child Video Fan Pack                                                                    |
| 2001.  | "8 Days of Christmas"               | Sanaa Hamri                        | 8 Days of Christmas [Dupli Disk]                                                                  |
| 2002.  | "Nasty Girl"                        | Sanaa Hamri                        | —                                                                                                 |
| 2004.  | "Lose My Breath"                    | Marc Klasfeld (s Alanom Smitheeom) | Destiny Fulfilled [Dupli Disk] Destiny Fulfilled: 2005 Tour edition CD/DVD set, #1's [Dupli Disk] |
| 2004.  | "Soldier"                           | Ray Kay                            | Destiny Fulfilled [Dupli Disk] Destiny Fulfilled: 2005 Tour edition CD/DVD set, #1's [Dupli Disk] |
| 2004.  | "Rudolph the Red-Nosed Reindeer"    | Jesse Rosensweet                   | 8 Days of Christmas [Dupli Disk]                                                                  |
| 2005.  | "Girl"                              | Bryan Barber                       | Destiny Fulfilled: 2005 Tour Edition CD/DVD set, Live in Atlanta Japan                            |
| 2005.  | "Cater 2 U"                         | Jake Nava                          | #1's [Dupli Disk]                                                                                 |
| 2005.  | "Stand up for Love"                 | Matthew Rolston                    | Live in Atlanta Japan                                                                             |